# Radio Transilvania
Radio Transilvania este un post de radio regional din România, înființat în anul 1992 de scriitorul și omul politic orădean Mircea Bradu.
În octombrie 2008, rețeaua Radio Transilvania era prezentă în 15 orașe din Transilvania.